# Campionato kazako di calcio a 5 2019-2020
Il Kazakistan Futsal Championship 2019-2020 è stata la 22ª edizione del massimo torneo di calcio a 5 kazako. La stagione regolare è iniziata il 2 novembre 2019 e si sarebbe dovuta concludere il 23 aprile 2020, ma è stata interrotta dalla pandemia di COVID-19 del 2020. La KFF ha deciso comunque di assegnare il titolo.

## Stagione regolare

### Classifica
|                       | Pos. | Squadra      | Pt | G  | V  | N | P  | GF  | GS  | DR  |
| --------------------- | ---- | ------------ | -- | -- | -- | - | -- | --- | --- | --- |
| Kazakistan (bandiera) | 1.   | Qairat       | 44 | 16 | 14 | 2 | 0  | 81  | 29  | +52 |
|                       | 2.   | Aqtöbe       | 36 | 20 | 11 | 3 | 6  | 106 | 67  | +39 |
|                       | 3.   | Ayat         | 35 | 18 | 11 | 2 | 5  | 104 | 63  | +41 |
|                       | 4.   | Jetisý       | 34 | 18 | 11 | 1 | 6  | 61  | 47  | +14 |
|                       | 5.   | Atyraý       | 31 | 14 | 10 | 1 | 3  | 53  | 32  | +21 |
|                       | 6.   | Oqjetpes     | 18 | 20 | 5  | 3 | 12 | 58  | 83  | -25 |
|                       | 7.   | Kaspıı Aqtau | 11 | 18 | 3  | 2 | 15 | 46  | 115 | -69 |
|                       | 8.   | Bäýterek     | 6  | 22 | 2  | 0 | 20 | 58  | 133 | -75 |

### Verdetti
- Kairat campione del Kazakistan 2019-2020.
- Kairat e Aqtöbe qualificati alla UEFA Futsal Champions League 2020-2021.

## Supercoppa del Kazakistan
L'8ª edizione della competizione ha opposto il Qairat, vincitore del campionato, e l'Aqtöbe, vincitore della coppa. Il trofeo è stato assegnato tramite una gara unica disputata sul campo neutro di Atyrau.
| Atyrau 14 settembre 2019, ore 13:00 CEST | Qairat         | 4 – 0 (2-0) referto | Aqtöbe | Ural Sports Complex\| Arbitro: \| Valery Salimov \| |
| Arbitro:                                 | Valery Salimov |                     |        |                                                     |